# Amatitán
Amatitán là một đô thị thuộc bang Jalisco, México. Năm 2005, dân số của đô thị này là 13435 người.